# Campeonato Argentino de Mayores 2001
El Campeonato Argentino de Mayores de 2001 fue la quincuagésimo-séptima edición del torneo de uniones regionales organizado por la Unión Argentina de Rugby. El torneo se llevó a cabo entre el 6 y 28 de octubre de 2001.
Por primera vez desde 1995, la fase final final del torneo se disputó en una sede única. La Unión de Rugby de Buenos Aires fue la unión elegida para organizar las etapas definitorios en las instalaciones del Club Atlético de San Isidro. Debido a condiciones climáticas y del campo de juego, la final y el partido por el tercer puesto se trasladaron a las instalaciones del San Isidro Club.
Participó por primera vez durante esta edición la Unión de Rugby de Tierra del Fuego, una nueva unión regional fundada en el año 2000 y afiliada a la UAR en 2001. Esta unión representa a los clubes de la Provincia de Tierra del Fuego, la provincia más austral de la Argentina.
La Unión Cordobesa de Rugby obtuvo el cuarto título en su historia al derrotar 30-20 en la final al local y campeón defensor, la Unión de Rugby de Buenos Aires. Los Dogos consiguieron el campeonato de forma invicta producto de cinco victorias y evitaron la cuarta consagración consecutiva del seleccionado porteño.

## Equipos participantes
Disputaron esta edición las selecciones de veintitrés uniones provinciales: ocho en la Zona Campeonato, ocho en la Zona Ascenso y siete en la Zona Estímulo.
| División                  | Equipo              | Unión                                                     |
| ------------------------- | ------------------- | --------------------------------------------------------- |
| Zona Campeonato 8 equipos | Buenos Aires        | Unión de Rugby de Buenos Aires                            |
| Zona Campeonato 8 equipos | Chubut              | Unión de Rugby del Valle del Chubut                       |
| Zona Campeonato 8 equipos | Córdoba             | Unión Cordobesa de Rugby                                  |
| Zona Campeonato 8 equipos | Cuyo                | Unión de Rugby de Cuyo                                    |
| Zona Campeonato 8 equipos | Mar del Plata       | Unión de Rugby de Mar del Plata                           |
| Zona Campeonato 8 equipos | Rosario             | Unión de Rugby de Rosario                                 |
| Zona Campeonato 8 equipos | Salta               | Unión de Rugby de Salta                                   |
| Zona Campeonato 8 equipos | Tucumán             | Unión de Rugby de Tucumán                                 |
| Zona Ascenso 8 equipos    | Austral             | Unión de Rugby Austral                                    |
| Zona Ascenso 8 equipos    | Alto Valle          | Unión de Rugby del Alto Valle de Río Negro y Neuquén      |
| Zona Ascenso 8 equipos    | Entre Ríos          | Unión Entrerriana de Rugby                                |
| Zona Ascenso 8 equipos    | Nordeste            | Unión de Rugby del Nordeste                               |
| Zona Ascenso 8 equipos    | San Juan            | Unión Sanjuanina de Rugby                                 |
| Zona Ascenso 8 equipos    | Santa Fe            | Unión Santafesina de Rugby                                |
| Zona Ascenso 8 equipos    | Santiago del Estero | Unión Santiagueña de Rugby                                |
| Zona Ascenso 8 equipos    | Sur                 | Unión de Rugby del Sur                                    |
| Zona Estímulo 7 equipos   | Centro              | Unión de Rugby del Centro de la Provincia de Buenos Aires |
| Zona Estímulo 7 equipos   | Formosa             | Unión de Rugby de Formosa                                 |
| Zona Estímulo 7 equipos   | Jujuy               | Unión Jujeña de Rugby                                     |
| Zona Estímulo 7 equipos   | La Rioja            | Unión Riojana de Rugby                                    |
| Zona Estímulo 7 equipos   | Misiones            | Unión de Rugby de Misiones                                |
| Zona Estímulo 7 equipos   | Oeste               | Unión de Rugby del Oeste de Buenos Aires                  |
| Zona Estímulo 7 equipos   | Tierra del Fuego    | Unión de Rugby de Tierra del Fuego                        |

## Formato
Los veintitrés equipos participantes fueron divididos en tres categorías: Zona Campeonato, Zona Ascenso y Zona Estímulo.
Zona Campeonato
La Zona Campeonato se dividió en dos subzonas (A y B) de cuatro equipos cada una. Cada subzona se resolvió con el sistema de todos contra todos a una sola ronda y alternando encuentros de local y visitante. Los primeros y segundos de cada subzona clasificaron a las fases finales, mientras que los terceros y cuartos disputaron encuentros para definir los descensos. El tercero de la subzona A enfrentó al cuarto de la subzona B y viceversa. Los perdedores de cada encuentro descendieron a la Zona Ascenso de la siguiente edición.
Zona Ascenso
La Zona Ascenso se dividió en dos subzonas (Norte y Sur) de cuatro equipos cada una. Cada subzona se resolvió con el sistema de todos contra todos a una sola ronda y alternando encuentros de local y visitante. Los últimos de cada subzona descendieron a la Zona Estímulo de la siguiente edición. Debido al cambio de formato de la Zona Campeonato 2002, no hubo ascensos durante esta temporada.
Zona Estímulo
La Zona Estímulo se dividió en una Zona Norte (cuatro equipos) y Zona Sur (tres equipos). No hubo ascensos durante esta temporada.
Fase final
En la fase final, los cuatro equipos provenientes de la Zona Campeonato se enfrentaron en encuentros a eliminación directa (semifinales y final) para definir al campeón de la temporada. En semifinales, el primero de la subzona A enfrentó al segundo de la subzona B y viceversa.

## Zona Campeonato

### Zona A
Buenos Aires y Rosario clasificaron al tener mejor diferencia de puntos que Cuyo, contando sólo los partidos disputados entre sí.
| Pos. | Equipos      | Partidos | Partidos | Partidos | Tantos | Tantos | Tantos | Pts. |
| Pos. | Equipos      | G        | E        | P        | PF     | PC     | DP     | Pts. |
| ---- | ------------ | -------- | -------- | -------- | ------ | ------ | ------ | ---- |
| 1.°  | Buenos Aires | 2        | 0        | 1        | 154    | 54     | +100   | 4    |
| 2.°  | Rosario      | 2        | 0        | 1        | 66     | 57     | +9     | 4    |
| 3.°  | Cuyo         | 2        | 0        | 1        | 112    | 95     | +17    | 4    |
| 4.°  | Chubut       | 0        | 0        | 3        | 39     | 165    | -126   | 0    |

|  | Clasifica a fase final      |
|  | Juega play-offs de descenso |

| 7 de octubre | Rosario | 26 - 20 | Buenos Aires | Jockey Club, Rosario                                                    |                                                                         |
|              |         | Reporte |              | Asistencia: 4000 espectadores Árbitro(s): Víctor Rabufetti (Entre Ríos) | Asistencia: 4000 espectadores Árbitro(s): Víctor Rabufetti (Entre Ríos) |

| 8 de octubre | Cuyo | 53 - 33 | Chubut |                                      |                                      |
|              |      | Reporte |        | Árbitro(s): Marcelo Abdala (Tucumán) | Árbitro(s): Marcelo Abdala (Tucumán) |

| 13 de octubre | Buenos Aires | 39 - 28 | Cuyo | CASI, San Isidro                            |                                             |
|               |              | Reporte |      | Árbitro(s): Ricardo Ponce de León (Tucumán) | Árbitro(s): Ricardo Ponce de León (Tucumán) |

| 13 de octubre | Chubut | 6 - 17  | Rosario | Patoruzú Rugby Club, Trelew                               |                                                           |
|               |        | Reporte |         | Asistencia: 2500 espectadores Árbitro(s): Martín Cesarsky | Asistencia: 2500 espectadores Árbitro(s): Martín Cesarsky |

| 20 de octubre | Buenos Aires | 95 - 0  | Chubut | CASI, San Isidro                        |                                         |
|               |              | Reporte |        | Árbitro(s): Marcelo Domínguez (Córdoba) | Árbitro(s): Marcelo Domínguez (Córdoba) |

| 20 de octubre | Rosario | 23 - 31 | Cuyo | Jockey Club, Rosario                                              |                                                                   |
|               |         | Reporte |      | Asistencia: 3000 espectadores Árbitro(s): Daniel Javase (Córdoba) | Asistencia: 3000 espectadores Árbitro(s): Daniel Javase (Córdoba) |

### Zona B
| Pos. | Equipos       | Partidos | Partidos | Partidos | Tantos | Tantos | Tantos | Pts. |
| Pos. | Equipos       | G        | E        | P        | PF     | PC     | DP     | Pts. |
| ---- | ------------- | -------- | -------- | -------- | ------ | ------ | ------ | ---- |
| 1.°  | Córdoba       | 3        | 0        | 0        | 107    | 68     | +39    | 6    |
| 2.°  | Tucumán       | 2        | 0        | 1        | 93     | 81     | +12    | 4    |
| 3.°  | Mar del Plata | 1        | 0        | 2        | 69     | 97     | -28    | 2    |
| 4.°  | Salta         | 0        | 0        | 3        | 59     | 82     | -23    | 0    |

|  | Clasifica a fase final      |
|  | Juega play-offs de descenso |

| 8 de octubre | Tucumán | 33 - 24 | Mar del Plata |                            |                            |
|              |         | Reporte |               | Árbitro(s): Marcelo Pilara | Árbitro(s): Marcelo Pilara |

| 8 de octubre | Salta | 17 - 28 | Córdoba |                             |                             |
|              |       | Reporte |         | Árbitro(s): Miguel Sandoval | Árbitro(s): Miguel Sandoval |

| 13 de octubre | Tucumán | 30 - 22 | Salta |  |  |

| 13 de octubre | Córdoba | 44 - 21 | Mar del Plata |  |  |

| 20 de octubre | Córdoba | 35 - 30 | Tucumán |  |  |

| 20 de octubre | Mar del Plata | 24 - 20 | Salta |  |  |

### Descenso
Los perdedores de estos encuentros descendieron a la Zona Ascenso de la siguiente edición.
| 27 de octubre | Cuyo | 38 - 32 | Salta |  |  |
|               |      | Reporte |       |  |  |

| 27 de octubre | Mar del Plata | 25 - 6  | Chubut |  |  |
|               |               | Reporte |        |  |  |

## Zona Ascenso

### Zona Norte
| Pos. | Equipos         | Partidos | Partidos | Partidos | Tantos | Tantos | Tantos | Pts. |
| Pos. | Equipos         | G        | E        | P        | PF     | PC     | DP     | Pts. |
| ---- | --------------- | -------- | -------- | -------- | ------ | ------ | ------ | ---- |
| 1.°  | Santa Fe        | 3        | 0        | 0        | 160    | 44     | +116   | 6    |
| 2.°  | Entre Ríos      | 2        | 0        | 1        | 93     | 57     | +36    | 4    |
| 3.°  | Nordeste        | 1        | 0        | 2        | 104    | 63     | +41    | 2    |
| 4.°  | Sgo. del Estero | 0        | 0        | 3        | 28     | 221    | -193   | 0    |

|  | Desciende a Zona Estímulo 2002 |

| 13 de octubre | Entre Ríos | 14 - 19 | Santa Fe | CA Estudiantes, Paraná               |                                      |
|               |            | Reporte |          | Árbitro(s): José Favretto (Nordeste) | Árbitro(s): José Favretto (Nordeste) |

| 13 de octubre | Nordeste | 64 - 0 | Santiago del Estero |  |  |

| 20 de octubre | Santa Fe | 42 - 20 | Nordeste | Club Universitario, Santa Fe         |                                      |
|               |          | Reporte |          | Árbitro(s): Eduardo Bancalari (Cuyo) | Árbitro(s): Eduardo Bancalari (Cuyo) |

| 20 de octubre | Santiago del Estero | 18 - 58 | Entre Ríos |  |  |
|               |                     | Reporte |            |  |  |

| 27 de octubre | Entre Ríos | 21 - 20 | Nordeste |  |  |
|               |            | Reporte |          |  |  |

| 27 de octubre | Santa Fe | 99 - 10 | Santiago del Estero | Club Universitario, Santa Fe |  |
|               |          | Reporte |                     |                              |  |

### Zona Sur
| Pos. | Equipos    | Partidos | Partidos | Partidos | Tantos | Tantos | Tantos | Pts. |
| Pos. | Equipos    | G        | E        | P        | PF     | PC     | DP     | Pts. |
| ---- | ---------- | -------- | -------- | -------- | ------ | ------ | ------ | ---- |
| 1.°  | San Juan   | 3        | 0        | 0        | 90     | 29     | +61    | 6    |
| 2.°  | Sur        | 2        | 0        | 1        | 97     | 53     | +44    | 4    |
| 3.°  | Austral    | 1        | 0        | 2        | 69     | 98     | -29    | 2    |
| 4.°  | Alto Valle | 0        | 0        | 3        | 40     | 116    | -76    | 0    |

|  | Desciende a Zona Estímulo 2002 |

| 13 de octubre | Alto Valle | 11 - 45 | San Juan | Marabunta Rugby Club, Cipolletti |                              |
|               |            | Reporte |          | Árbitro(s): R. Müller (URBA)     | Árbitro(s): R. Müller (URBA) |

| 13 de octubre | Austral | 32 - 45 | Sur |  |  |
|               |         | Reporte |     |  |  |

| 20 de octubre | San Juan | 27 - 9 | Austral |  |  |

| 20 de octubre | Sur | 43 - 3  | Alto Valle |  |  |
|               |     | Reporte |            |  |  |

| 27 de octubre | Alto Valle | 26 - 28 | Austral |  |  |
|               |            | Reporte |         |  |  |

| 27 de octubre | San Juan | 18 - 9  | Sur |  |  |
|               |          | Reporte |     |  |  |

## Zona Estímulo

### Zona Norte
| Pos. | Equipos  | Partidos | Partidos | Partidos | Tantos | Tantos | Tantos | Pts. |
| Pos. | Equipos  | G        | E        | P        | PF     | PC     | DP     | Pts. |
| ---- | -------- | -------- | -------- | -------- | ------ | ------ | ------ | ---- |
|      | Formosa  |          |          |          |        |        |        |      |
|      | Jujuy    |          |          |          |        |        |        |      |
|      | La Rioja |          |          |          |        |        |        |      |
|      | Misiones |          |          |          |        |        |        |      |

| 6 de octubre | La Rioja | - | Jujuy |  |  |

| 6 de octubre | Formosa | - | Misiones |  |  |

| 13 de octubre | Jujuy | - | Formosa |  |  |

| 13 de octubre | Misiones | - | La Rioja |  |  |

| 20 de octubre | Misiones | - | Jujuy |  |  |

| 20 de octubre | Formosa | 19 - 19 | La Rioja |  |  |

### Zona Sur
| Pos. | Equipos          | Partidos | Partidos | Partidos | Tantos | Tantos | Tantos | Pts. |
| Pos. | Equipos          | G        | E        | P        | PF     | PC     | DP     | Pts. |
| ---- | ---------------- | -------- | -------- | -------- | ------ | ------ | ------ | ---- |
|      | Centro           |          |          |          |        |        |        |      |
|      | Oeste            |          |          |          |        |        |        |      |
|      | Tierra del Fuego |          |          |          |        |        |        |      |

| 6 de octubre | Centro | 3 - 15 | Oeste |  |  |

| 13 de octubre | Ganador 1 | - | Tierra del Fuego |  |  |

## Fase final
|  | Semifinales   | Semifinales   | Semifinales   |         |              | Final         | Final         | Final         |  |
|  | 26 de octubre | 26 de octubre | 26 de octubre |         |              | 28 de octubre | 28 de octubre | 28 de octubre |  |
|  |               |               |               |         |              |               |               |               |  |
|  |               |               |               |         |              |               |               |               |  |
|  | Buenos Aires  | Buenos Aires  | 34            |         |              |               |               |               |  |
|  | Buenos Aires  | Buenos Aires  | 34            |         |              |               |               |               |  |
|  | Tucumán       | Tucumán       | 27            |         |              |               |               |               |  |
|  | Tucumán       | Tucumán       | 27            |         | Buenos Aires | Buenos Aires  | 20            |               |  |
|  |               |               |               |         | Buenos Aires | Buenos Aires  | 20            |               |  |
|  |               |               | Córdoba       | Córdoba | 30           |               |               |               |  |
|  | Córdoba       | Córdoba       | Córdoba       | Córdoba | 30           | 20            |               |               |  |
|  | Córdoba       | Córdoba       |               |         |              | 20            |               |               |  |
|  | Rosario       | Rosario       | 13            |         |              | Tercer puesto | Tercer puesto | Tercer puesto |  |
|  | Rosario       | Rosario       | 13            |         |              | Tercer puesto | Tercer puesto | Tercer puesto |  |
|  |               |               |               |         |              |               |               |               |  |
|  |               |               |               |         |              | Tucumán       | Tucumán       | 28            |  |
|  |               |               |               |         |              | Tucumán       | Tucumán       | 28            |  |
|  |               |               |               |         |              | Rosario       | Rosario       | 30            |  |
|  |               |               |               |         |              | Rosario       | Rosario       | 30            |  |
|  |               |               |               |         |              |               |               |               |  |

### Semifinales
| 26 de octubre | Buenos Aires | 34 - 27 | Tucumán | CASI, San Isidro                       |                                        |
|               |              | Reporte |         | Árbitro(s): Santiago Borsani (Rosario) | Árbitro(s): Santiago Borsani (Rosario) |

| 26 de octubre | Córdoba | 20 - 13 | Rosario | CASI, San Isidro         |                          |
|               |         | Reporte |         | Árbitro(s): Pablo Deluca | Árbitro(s): Pablo Deluca |

### Tercer puesto
| 28 de octubre | Tucumán | 28 - 30 | Rosario | San Isidro Club, San Isidro  |                              |
|               |         | Reporte |         | Árbitro(s): Roberto Martínez | Árbitro(s): Roberto Martínez |

### Final
| 28 de octubre | Buenos Aires | 20 - 30 | Córdoba | San Isidro Club, San Isidro                                          |                                                                      |
|               |              | Reporte |         | Asistencia: 1500 espectadores Árbitro(s): Santiago Borsani (Rosario) | Asistencia: 1500 espectadores Árbitro(s): Santiago Borsani (Rosario) |

| Bandera de la Provincia de Córdoba |
| Córdoba Campeón                    |
| Cuarto título                      |